# Soomerahu
Soomerahu ist eine estnische Ostseeinsel, knapp 330 m von der zweitgrößten estnischen Insel Hiiumaa entfernt. Sie gehört zur Landgemeinde Hiiumaa.
Die Insel ist 80 Meter lang und 15 Meter breit.